# Holacanthus ciliaris
Holacanthus ciliaris is een straalvinnige vissensoort uit de familie van de engel- of keizersvissen (Pomacanthidae). De wetenschappelijke naam van de soort is gepubliceerd in 1758 door Linnaeus in de tiende editie van Systema naturae als Chaetodon ciliaris. 
De soort staat op de Rode Lijst van de IUCN als niet bedreigd, beoordelingsjaar 2009. De omvang van de populatie is volgens de IUCN stabiel.